# Godlevo
Godlevo (bulgariska: Годлево) är ett distrikt i Bulgarien.   Det ligger i kommunen Obsjtina Razlog och regionen Blagoevgrad, i den sydvästra delen av landet, 90 km söder om huvudstaden Sofia.
Trakten runt Godlevo består till största delen av jordbruksmark. Runt Godlevo är det ganska glesbefolkat, med 43 invånare per kvadratkilometer.